# 2006年—2008年孟加拉国政治危机
2006年—2008年孟加拉国政治危机始于2006年10月底孟加拉国民族主义党政府任期结束后看守政府接管政权。孟加拉国民族主义党政府以违宪的方式提高首席法官的退休年龄，以便在任命看守政府首脑时获得优势。看守政府负责在90天的过渡期内管理政府并组织议会选举。政治冲突始于一名首席顾问的任命，该职位由总统伊亚乌丁·艾哈迈德博士接任。过渡期从一开始就被由人民联盟发起的暴力抗议活动所标志，称为“船钩和桨运动”，在第一个月内造成40人死亡，数百人受伤。孟加拉国民族主义党也对这一过程表示不满。
在看守政府试图将所有政治党派带到谈判桌前并就选举安排达成协议后，2007年1月3日，人民联盟宣布其及其“大联盟”的其他党派将抵制原定于2007年1月22日举行的大选。他们抱怨选民名单不准确。随之而来的是更广泛的暴力和政治骚乱。
人民联盟与孟加拉国民族主义党之间的“激烈竞争”在过去二十年中一直影响着国家，尽管它们的政治立场并没有那么大的差距。两个党派分别由代表已故领导人的女性领导：自1981年以来，国父谢赫·穆吉布尔·拉赫曼的长女谢赫·哈西娜一直担任人民联盟的领导人。孟加拉国民族主义党的领导人卡莉达·齐亚是已故总统齐亚·拉赫曼的遗孀，齐亚·拉赫曼在20世纪70年代末作为总统创建了该党。
2007年1月11日，军方介入支持总统伊亚乌丁的看守政府，伊亚乌丁已宣布进入紧急状态。他接受了大部分顾问的辞职。2007年1月12日，他辞去首席顾问职务，由曾在世界银行工作的法赫鲁丁·艾哈迈德接任。政府抑制政治活动以恢复稳定。春季时，政府开始处理腐败案件，起诉160人，包括两党领导人、其他政客、公务员和商人，涉及自20世纪90年代末以来的行为。该国在两个主要政党领导下都以极度腐败而著称。此外，一些观察人士推测，看守政府试图迫使两党领导人流亡，以稳定国家并减少政治极化。看守政府还指控谢赫·哈西娜在2006年秋季抗议活动中涉嫌谋杀四人。高等法院裁定，哈立达·齐亚不能根据紧急法对紧急状态前发生的事件进行指控，但在2007年9月的上诉中，孟加拉国最高法院裁定齐亚的审判应继续进行。2008年底，看守政府开始恢复民主制度，并于12月举行选举。人民联盟和大联盟以三分之二的多数赢得选举，并于2009年组建政府。

## 延伸链接
- "The coup that dare not speak its name" （页面存档备份，存于）, The Economist
- Bangladesh government （页面存档备份，存于）
- Bangladesh Election Commission
- "Military Government Crackdown on Internet Users in Bangladesh", E-Bangladesh, 3 October 2007

## Read also
- Bangladesh and the crisis over the Caretaker Government （页面存档备份，存于）
- Bangladesh: Introduction of the caretaker government in October 2006 （页面存档备份，存于）

Template:Bangladesh Awami League